# Ammit
Ammit (cách viết khác: Ammut hay Ahemait), là một nữ thần trong tôn giáo Ai Cập cổ đại. Bà là người sẽ nuốt những linh hồn phạm tội, không xứng đáng được lên thiên đàng. Vì thế, Ammit còn được gọi là "Kẻ ăn những trái tim" hay "Kẻ nuốt linh hồn".
Ammit là nữ thần có đầu cá sấu, nửa thân trước là sư tử và nửa thân sau là hà mã. Đây là ba con vật ăn thịt người lớn nhất theo quan niệm của người Ai Cập cổ đại.

## Thần thoại
Ammit sống dưới địa ngục tại "Sảnh đường của hai sự thật", nơi Ma'at ngự trị. Ở đó, Anubis sẽ đặt trái tim của người chết lên một dĩa cân, dĩa còn lại đặt chiếc lông vũ của Ma'at. Nếu trái tim nặng hơn, linh hồn đó sẽ không được bước chân lên thiên đường, và sẽ bị Ammit nuốt chửng, không được siêu thoát. Những người này sẽ "chết lần thứ hai".
Theo một số thần thoại khác, Ammit sống gần một hồ lửa dưới địa ngục cùng với con quỷ đầu chó Am-heh. Cả hai có nhiệm vụ canh gác những linh hồn bị giam giữ tại đây. Đôi khi Am-heh được cho là một hiện thân của Ammit dưới dạng nam tính.
Ammit không được thờ cúng, và cũng không được xem là một nữ thần chính thức nhưng hình ảnh của bà cũng xuất hiện nhiều trong những cảnh "cân tim". Hình tượng Ammit là sự nhắc nhở cho người dân Ai Cập phải biết tôn trọng trật tự của Ma'at.

## Hình ảnh
- Ammit
- Cảnh cân tim dưới địa ngục, Ammit ngồi dưới cán cân